# Zlatara
Zlatara (mađ. Ásotthalom) je pogranično selo na jugoistoku Mađarske.
Površine je 122,54 km četvornih.

## Zemljopisni položaj
Nalazi se na jugoistoku Mađarske u Bačkoj, par kilometara sjeverno od granice sa Srbijom (Vojvodinom). Subotica je jugozapadno, Palić je južno, Hajdukovo je južno-jugoistočno, Ralma je istočno-sjeveroistočno, Jileš je sjeverno-sjeveroistočno, Tompa i Kelebija su zapadno, Otimaš i Salašica su sjeverozapadno.

## Upravna organizacija
Upravno pripada ralmskoj mikroregiji u Čongradskoj županiji. Poštanski je broj 6783.
Ovo je selo upravno nastalo 1950. godine izdvajanjem iz Segeda (dio kapetanija Átokháze i Királyhaloma); do te 1950. godine službeno ime na mađarskom bilo je Várostanya.

## Promet
Sjeverno od Zlatare prolazi državna cestovna prometnica br. 55. Desetak kilometara zapadno prolazi željeznička prometnica Subotica - Olaš.

## Stanovništvo
2001. je godine u Zlatari živilo 4218 stanovnika, od kojih su većina Mađari te nešto malo Roma i Nijemaca.
Stanovnike se naziva Zlatarac i Zlatarkinjama.